# Gaaikemaweer
Gaaikemaweer, vroeger Gaukemaweer, is een gehucht in de gemeente Westerkwartier in de Nederlandse provincie Groningen. Het gehucht valt onder Niehove en ligt even ten westen daarvan, net achter de oude dijk, de Hoogedijk genaamd, van Humsterland. Naar het gehucht is waarschijnlijk de Gaukemaweerster kluft van het Humsterland genoemd.
Het gehucht zelf is vernoemd naar de familie Gaaikema (Gauckema), die er vroeger op een boerderij woonde. De boerderij Gaaikemaweer ligt op een wierde die mogelijk reeds rond 800 bewoond werd. In de wierde zijn kogelpotscherven gevonden die gedateerd zijn op tussen 1100 en 1300 na Chr.
Buiten de dijk ligt de Gaaikemaweerpolder.
Ten noordoosten van Gaaikemaweer (bij Ikum) stond in de 17e eeuw een doperse vermaning. Deze is in 1779 samengegaan met de vermaning van Pieterzijl, die in 1892 weer naar Grijpskerk werd verplaatst. De doopsgezinde gemeente komt tegenwoordig samen in Noordhorn.